# 迷你超级任天堂

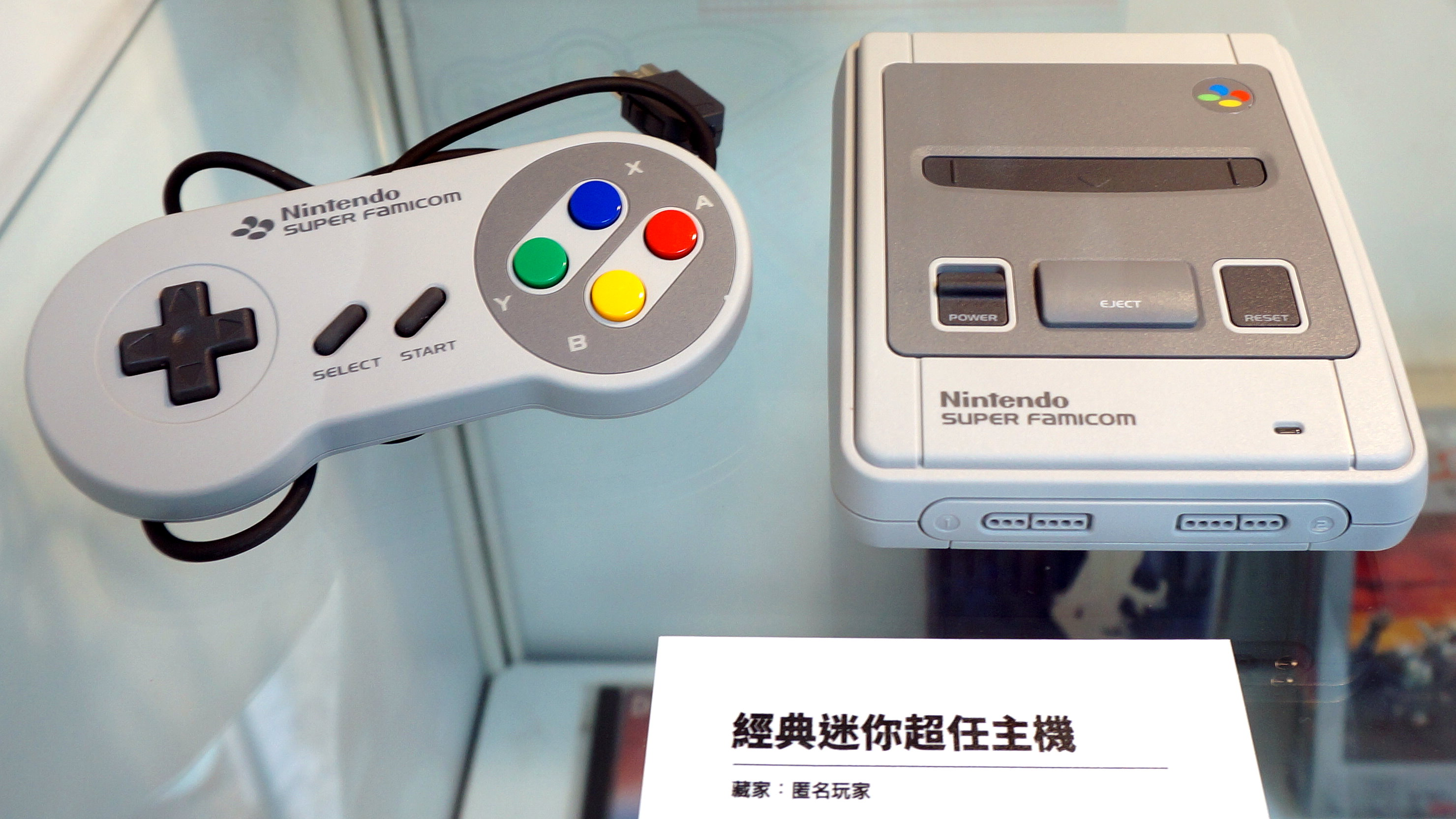
迷你超级任天堂日本版本

迷你超级任天堂是一款由任天堂研发的游戏主机，是任天堂在1990年发售的游戏主机超级任天堂的纪念版。如同任天堂在2016年发售的迷你红白机一样，迷你超级任天堂也是采用了固定内置游戏的做法，而非像原版主机那样可以插拔卡带更换游戏。各地区的迷你超级任天堂主机都内置21款游戏，但日本与欧美版本在游戏选择上有所不同；此外日版与欧洲版本的外观一致，与北美版不同。值得一提的是被任天堂雪藏了22年的《星际火狐2》也将作为内置游戏之一首次发售。

## 硬件
迷你超级任天堂采用了与在2016年发售的迷你红白机相似的硬件规格。主机采用了全志科技的R-16型号SoC，内置了ARM架构4核Cortex-A7中央处理器以及Mali-400 MP2视频处理器。内存是256MB DDR3 RAM，游戏都内置在一块512MB大小的闪存中。迷你超级任天堂的视频输出为一个HDMI端口，主机像原版机型一样带有2个手柄接口。

## 游戏列表
迷你超级任天堂主机内置21款游戏，北美与欧洲版本的内置游戏一致，但日本与欧美版本在游戏选择上有所不同。
| 游戏标题                  | 初始发售时间 | 初始发行商          | 收录版本 | 收录版本 |
| ------------------------- | ------------ | ------------------- | -------- | -------- |
| 游戏标题                  | 初始发售时间 | 初始发行商          | 日本     | 欧美     |
| 魂斗罗精神                | 1992         | 科乐美              | 是       | 是       |
| 超级大金刚                | 1994         | 任天堂              | 是       | 是       |
| 最终幻想VI                | 1994         | 史克威尔            | 是       | 是       |
| F-Zero                    | 1990         | 任天堂              | 是       | 是       |
| 星之卡比 超級豪華版       | 1996         | 任天堂              | 是       | 是       |
| 塞尔达传说 众神的三角力量 | 1991         | 任天堂              | 是       | 是       |
| 洛克人X                   | 1993         | 卡普空              | 是       | 是       |
| 聖劍傳說2                 | 1993         | 史克威尔            | 是       | 是       |
| 星际火狐                  | 1993         | 任天堂              | 是       | 是       |
| 星际火狐2                 | 2017         | 任天堂              | 是       | 是       |
| 超魔界村                  | 1991         | 卡普空              | 是       | 是       |
| 超级马里奥赛车            | 1992         | 任天堂              | 是       | 是       |
| 超级马里奥RPG             | 1996         | 任天堂              | 是       | 是       |
| 超级马里奥世界            | 1990         | 任天堂              | 是       | 是       |
| 超级马里奥 耀西岛         | 1995         | 任天堂              | 是       | 是       |
| 超级银河战士              | 1994         | 任天堂              | 是       | 是       |
| 火焰之纹章 纹章之谜       | 1994         | 任天堂              | 是       | 否       |
| 大盜五右衛門 雪姬救出繪卷 | 1991         | 科乐美              | 是       | 否       |
| 花仙子方塊                | 1995         | 任天堂              | 是       | 否       |
| 超统构足球                | 1991         | Human Entertainment | 是       | 否       |
| 超级街头霸王II 新的挑战者 | 1994         | 卡普空              | 是       | 否       |
| 地球冒险2 基格的逆袭      | 1995         | 任天堂              | 否       | 是       |
| 卡比之碗                  | 1995         | 任天堂              | 否       | 是       |
| 街头霸王II Tubro          | 1993         | 卡普空              | 否       | 是       |
| 超级恶魔城IV              | 1991         | 科乐美              | 否       | 是       |
| 超级拳无虚发              | 1994         | 任天堂              | 否       | 是       |